# Jezero Manapouri
Jezero Manapouri (maorsko Manapōuri) je na Južnem otoku Nove Zelandije. Jezero je znotraj narodnega parka Fiordland in širše regije Te Wahipounamu jugozahodnega območja svetovne dediščine Nove Zelandije.

## Zgodovina Maorov
Po maorski legendi so jezero Manapouri ustvarile solze dveh sester, Moturua in Koronae, ki sta bili hčerki starega poglavarja v regiji. Koronae je nekega dne odpotovala globoko v gozd, da bi po padcu obsedela. Njena sestra Moturua jo je odšla iskat in ko je našla Koronae, je ugotovila, da Koronae ni mogoče rešiti. Moturua je ležala s Koronae in tam sta ležali, dokler nista umrli, njune solze pa so ustvarile jezero Manapouri. Jezero Manapouri pomeni tesnobno ali žalostno srce zaradi žalosti dveh sester. Vendar je bilo sedanje ime podano po pomoti. Prvi naseljenec ga je pomotoma imenoval po enem od jezer Mavora, ki ležijo med jezeroma Te Anau in jezerom Wakatipu. Prvotno ime jezera naj bi bilo Roto-ua, kar pomeni 'Deževno jezero', kasneje pa Moturau, kar pomeni 'Številni otoki'. Maori imajo na tem območju dolgo zgodovino, saj jezero in njegova okolica ponujata obilico hrane v obliki jegulj in ptic, kot sta golob in Kākā (gozdna papiga). Manapouri so Evropejci odkrili leta 1852, raziskovalca Charles J Nairn in W H Stevens.

## Geografija
Jezero Manapouri so oblikovali ledeniki v zadnjem holocenu. Jezero je drugo najgloblje jezero na Novi Zelandiji z globino 444 metrov. Jezero Manapouri je 178 metrov nad morsko gladino, vendar je bilo zaradi ledenikov globoko vrezano v tla in dno jezera zdaj leži 267 metrov pod morsko gladino. Jezero ima štiri rokave, Severni, Južni, Zahodni in Hope z manjšimi vdolbinami Shallow Bay in Calm Bay. Jezero Manapouri ima skupaj 33 otokov, od katerih jih je 22 gozdnatih. Blizu središča jezera leži največji otok Pomona Island. Drugi veliki otoki so otok Holmwood, otok Rona in otok Mahara. Majhno naselje Manapouri leži na vzhodni obali.
Reka Waiau je naravni dovod in iztok jezera, ki teče v severovzhodno jezero od jezera Te Anau, 20 kilometrov proti severu, in izteka iz jugovzhodnega konca Manapourija. Iztok pa je bil preusmerjen zaradi razvoja hidroelektrarne Manapōuri. Voda zdaj teče nenaravno proti zahodu do morja pri Deep Cove. Padavin na tem območju je veliko, vendar je zaradi gora na zahodu padavin na tem območju veliko več. Povprečna količina padavin za zahodni krak jezera Manapouri je 3786 milimetrov letno, medtem ko Manapouri Township na vzhodnem kraku jezera prejme manj kot tretjino padavin pri 1143 milimetrih letno. Jezero Manapouri odmaka veliko porečje 1388 kvadratnih kilometrov. To vključuje pobočja gorovja Kepler, Turret Range in Hunter Mountains, ki obkrožajo vse razen vzhodne obale jezera. Gladina vode v jezeru je spomladi zaradi taljenja snega pretežno visoka, pozimi pa nizka.
Jezero Manapouri je pogosto opisano kot najlepše novozelandsko jezero.

## Biotska raznovrstnost
Območje je dobro znano po ribolovu in visoki kakovosti vode. Tako jezero Manapouri kot jezero Te Anau ležita znotraj ultraoligotrofnega indeksa na indeksu trofičnih stanj s čistimi, visoko oksigeniranimi vodami zelo nizke biološke produktivnosti. Obe jezeri skupaj s povezovalno reko Waiau vsebujeta novozelandsko dolgoplavuto jeguljo (Anguilla dieffenbachii) in vneseno potočno postrv (Salmo trutta) in šarenko (Oncorhynchus mykiss) ter nekaj atlantskega lososa. Na tem območju pa ni makrofita Lagarosiphon major, eksotične in invazivne vrste, ki se je infiltrirala v številna druga novozelandska jezera.
Jezero Manapouri zagotavlja 73 % novozelandskega jezerskega habitata dolgoplavutih jegulj, zaščitenega pred komercialnim ribolovom. Vendar pa je jezero doživelo upad števila dolgoplavutih jegulj zaradi izgradnje jezu hidroelektrarne, ki preprečuje migracijo jegulj. Iztočni prehod je blokiran z jezom hidroelektrarne, kar pomeni, da lahko jegulje pobijejo, ko gredo skozi turbine. Leta 1999 je bil nameščen navpični ribji prehod, poleti 1998/1999 pa sta se začela loviti in prevažati mlade jegulje. Od začetka operacije pasti in prenosa v letih 1998/99 je bilo več kot 407.000 elverjev prenesenih gorvodno od nadzorne strukture Maraoa. Skupni ulov v sistemu pasti in prenosa se lahko spreminja glede na temperaturo površinske vode, ki pade pod 15 °C. Tehnika pasti in prenosa je bila uspešna pri izboljšanju porazdelitve rib, vendar so morali operacije leta 2004 ustaviti zaradi pomislekov, da bi prenos vilinov v gorvodne habitate razširil eksotične invazivne alge Didymosphenia geminata. Operacija zdaj zaradi teh skrbi prenese elverje tik mimo jezu. Obstajajo tudi pomisleki, da postopek lova in prenosa ne ujame dovolj srebrnih jegulj (jegulj v obdobju razmnoževanja) s povprečno 200–400 letno. To pa pomeni le eno srebrno jeguljo na hektar v jezeru, kar je veliko nižje od standardov, priporočenih v tujini. Potrebnih je več raziskav, da bi razumeli, ali sta past in prenos najboljša možnost v jezeru Manapouri.
Potopljena vegetacija v jezeru Manapouri je večinoma avtohtona vrsta. Jezero Manapouri ima veliko raznolikost potopljene vegetacije. Redko Hydatella inconspicua, endemično rastlino v plitvih vodah, so leta 1998 našli v številnih jezerih Fiordlanda, vključno z jezerom Manapouri, to je bilo prvo poročanje, da je bila na Južnem otoku. Ugotovitev je pomenila, da rastlina ni več ogrožena.

## Okolica
Obala na severu in zahodu jezera je od deglaciacije ostala bistveno nespremenjena. Plaže so se oblikovale na jezeru, kjer reke prinašajo usedline na območja, kjer obalni relief ni prestrm, kar bi omogočalo nastanek žepnih plaž. Plaže okoli jezera kažejo veliko podobnosti z oceanskimi obalami. Oblika jezera se vije in valuje po daljšii osi, kar vodi do obalnega transporta ali obalnega odnašanja usedlin in selektivnega razvrščanja po velikosti.] Vendar pa obstajajo številne razlike glede na oceanske obale. Kratka dolžina pridobivanja povzroči ozek obseg pogojev valovanja in ta nizka energija omejuje velikost sedimenta pri transportu. Velike spremembe v profilu plaže povzročajo nihanja gladine jezera, večja nihanja lahko utopijo plaže. Plaže na jezeru razvijejo značilen šelf profil, pri čemer plažni sedimenti proti jezeru prehajajo v droben pesek. Zunanji rob police je označen z zlomom police in prehodom v organsko bogato mulj na strmem priobalnem pobočju. Obstaja več različnih vrst plaž, vključno s plažami s tlakom, prodnatimi plažami, plažami z mešanim peskom in prodom ter peščenimi plažami.
Otoki okoli jezera Manapouri so različno veliki in izolirani. Številni otoki vsebujejo praktično nespremenjeno vegetacijo. Vendar pa obstaja velika raznolikost med otoki v biotski raznovrstnosti habitatov, pri čemer so nekateri otoki popolnoma brez rastlin in prsti, drugi pa so bogati z obojim. Obstaja zmeda glede nekaterih razlik, saj nekateri raziskovalci ugotavljajo, da ima območje otoka pomembno vlogo pri bogastvu vrst, drugi pa sploh ne najdejo povezave. Navadni jelen je močno spremenil velik del vegetacije Fiordlands, vendar le dva največja otoka v jezeru Manapouri vsebujeta vnesenega jelena, medtem ko druge otoke jeleni obiščejo le občasno. Manjši otoki okoli jezera Manapouri so izjemno nenavadni, saj vsebujejo naravno rastlinje, ki ga jeleni niso poškodovali, saj jeleni niso mogli doseči otokov. Na teh otokih okusne rastline in globoka mahovna podlaga vztrajajo pod gostim podrastjem gozda. Avstralskega ščetkasteg oposuma (Trichosurus vulpecula) na otokih ni.

## Hidroenergija iz jezera
Jezero zagotavlja hidroelektrično energijo prek hidroelektrarne Manapōuri v West Armu, ki odvaja vodo skozi dva 10-kilometrska tunela v morje pri Deep Cove v Doubtful Soundu. Leta 1959 je bilo predlagano, da se jezero dvigne za do 30 metrov za povečanje proizvodnje električne energije za razvoj talilnice aluminija. Posledica tega je bil močan vsedržavni protest, kampanja Save Manapouri, ki je trajala več kot desetletje in je preprečila dvig jezera. Kampanja Save Manapouri velja za velik mejnik v zgodovini novozelandskega varstva okolja. Kot rezultat kampanje je bilo treba gladino jezera vzdrževati blizu naravne ravni. Z zmago so leta 1973 ustanovili tudi Guardians of Lake Manapouri in Te Anau.
Voda, ki se črpa skozi postajo, se izpusti v Doubtful Sound, kar predstavlja 41 odstotkov sveže vode, porabljene na Novi Zelandiji leta 2010. Leta 2002 je vlada pod pritiskom okoljevarstvenega gibanja zavrnila prošnjo podjetja Southland Water 2000 za ustekleničenje 40.000 kubičnih metrov vode v 20 urah, dvanajstkrat na leto, preden se voda iz elektrarne spusti v Dvomljiv zvok.